# Enzo Trulli
Enzo Trulli (Pescara, Italia; 15 de abril de 2005) es un piloto de automovilismo italiano. Ganó el Campeonato de EAU de Fórmula 4 en 2021. En 2023 competirá en la Super Fórmula Lights con TOM'S. Actualmente compite en la Eurofórmula Open con CryptoTower Racing Team.
Es hijo del expiloto de Fórmula 1 Jarno Trulli.

## Carrera

### Inicios
Trulli comenzó a competir en karting en 2017, donde logró un resultado de 25 en el Campeonato Mundial de Karting del 2018 en la categoría KF2.

### Eurofórmula Open

#### 2021

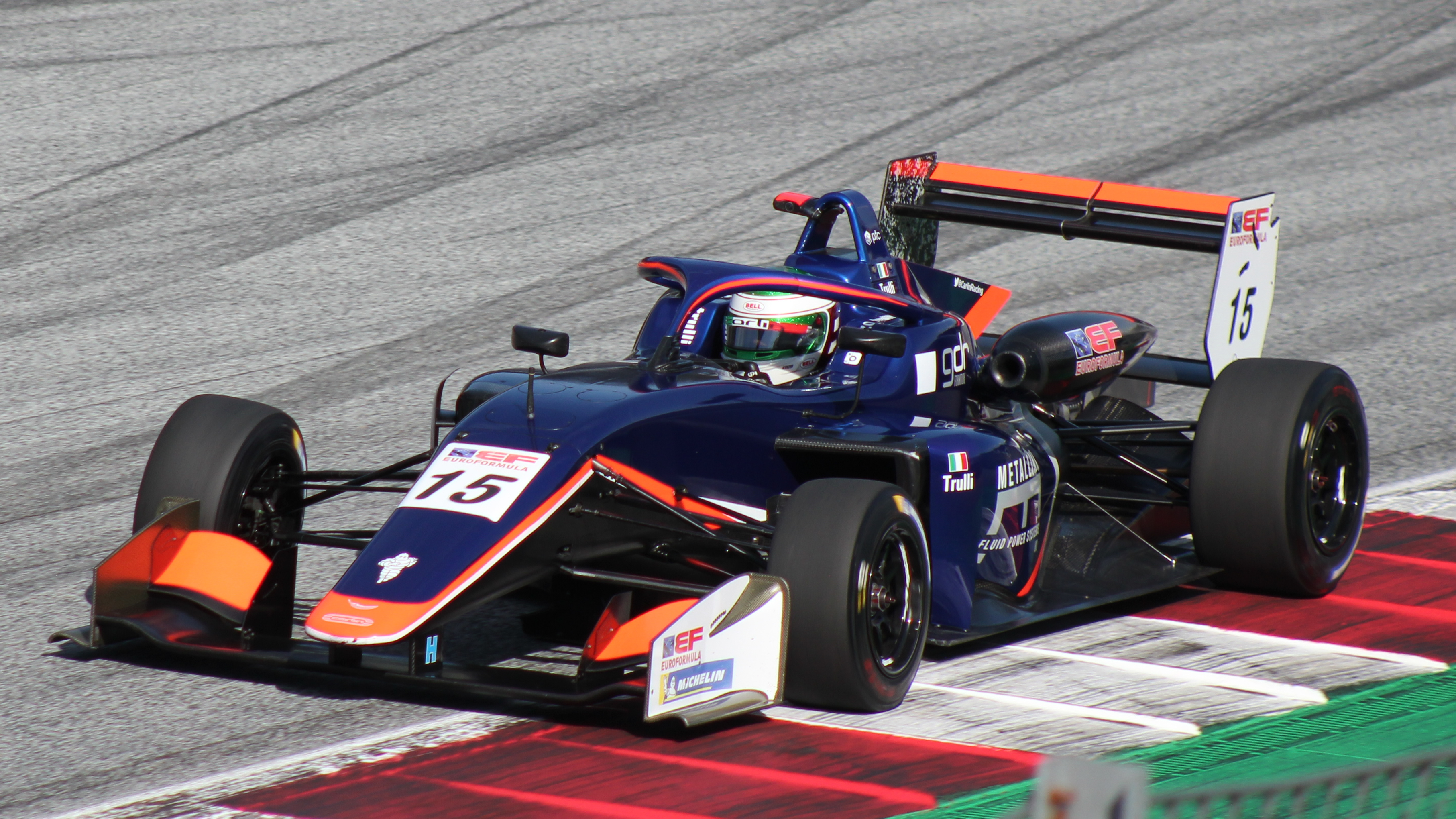
Trulli en el Red Bull Ring, 2021.

Para su campaña principal en 2021, el italiano pasó a la Euroformula Open con Drivex School, una vez más conduciendo junto a Enzo Scionti. Comenzó su temporada con fuerza, ocupando el tercer lugar en solo su tercera carrera. Trulli se perdería la ronda en Hungaroring, pero regresó la siguiente ronda con Carlin. El italiano terminaría la temporada con tres terceros lugares en las últimas cuatro carreras y terminaría séptimo en la clasificación, el piloto mejor ubicado en no ganar una carrera.

#### 2023
Tras una campaña sin pintar puntos en el Campeonato de Fórmula 3 de la FIA con Carlin, CryptoTower Racing Team lo anuncio para que dispute de nuevo la Eurofórmula Open de 2023.

### Fórmula 3
Tras su paso en la Euroformula Open con Drivex School y Carlin Motorsport, Trulli avanzó al Campeonato de Fórmula 3 de la FIA, formando pareja con Zak O'Sullivan y Brad Benavides en Carlin. El italiano terminó el campeonato en el puesto 34 y tuvo un mejor resultado en el puesto 17 dos veces. También fue superado por sus compañeros de equipo Zak O'Sullivan y Brad Benavides, quienes lograron sumar puntos.

### Super Fórmula Lights
Después de quedarse sin un asiento en la Fórmula 3, Trulli cambió a competir en Asia, participando en Super Fórmula Lights durante la temporada 2023 con TOM'S.

## Resumen de carrera
| Temporada | Categoría                               | Equipo                  | Carreras     | Victorias    | Poles        | VR           | Podios       | Puntos       | Pos.         |
| --------- | --------------------------------------- | ----------------------- | ------------ | ------------ | ------------ | ------------ | ------------ | ------------ | ------------ |
| 2021      | Campeonato de EAU de Fórmula 4          | Cram Durango            | 19           | 4            | 0            | 5            | 13           | 319          | 1.º          |
| 2021      | Eurofórmula Open                        | Drivex School           | 9            | 0            | 0            | 0            | 1            | 144          | 7.º          |
| 2021      | Eurofórmula Open                        | Carlin Motorsport       | 12           | 0            | 0            | 1            | 3            | 144          | 7.º          |
| 2022      | Campeonato de Fórmula 3 de la FIA       | Carlin                  | 18           | 0            | 0            | 0            | 0            | 0            | 34.º         |
| 2023      | Eurofórmula Open                        | CryptoTower Racing Team | 6            | 2            | 2            | 0            | 3            | 98           | 10.º         |
| 2023      | Super Fórmula Lights                    | TOM'S                   | 18           | 2            | 1            | 1            | 3            | 44           | 5.º          |
| 2023      | Campeonato de Fórmula Regional Japonesa | TOM'S Formula           | 6            | 0            | 1            | 0            | 3            | 51           | 10.º         |
| 2024      | Campionato Italiano Gran Turismo - GT3  | Easy Race               | 5            | 0            | 1            | 2            | 1            | 38           | 6.º          |
| 2025      | Copa Porsche Carrera Asia               | Toro Racing             | Disputándose | Disputándose | Disputándose | Disputándose | Disputándose | Disputándose | Disputándose |
| Fuente:   |                                         |                         |              |              |              |              |              |              |              |

## Resultados

### Campeonato de Fórmula 3 de la FIA
(Clave) (negrita indica pole position) (cursiva indica vuelta rápida puntuable)

| Año  | Escudería | 1   | 1   | 2   | 2   | 3   | 3   | 4   | 4   | 5   | 5   | 6   | 6   | 7   | 7   | 8   | 8   | 9   | 9   | Pos. | Puntos | Ref.   |
| ---- | --------- | --- | --- | --- | --- | --- | --- | --- | --- | --- | --- | --- | --- | --- | --- | --- | --- | --- | --- | ---- | ------ | ------ |
| 2022 | Carlin    | SAK | SAK | IMO | IMO | BAR | BAR | SIL | SIL | SPI | SPI | BUD | BUD | SPA | SPA | ZAN | ZAN | MNZ | MNZ | 34.º | 0      | [ 14 ] |
| 2022 | Carlin    | 20  | 26  | 22  | 24  | 22  | 24  | 27  | 17  | 25  | 18  | 24  | 19  | DSQ | 24  | 23  | 17  | 20  | 22  | 34.º | 0      | [ 14 ] |